# Oreopanax ellsworthii
Oreopanax ellsworthii är en araliaväxtart som beskrevs av José Cuatrecasas. Oreopanax ellsworthii ingår i släktet Oreopanax och familjen Araliaceae. Inga underarter finns listade.